# انیو کاندوتی
انیو کاندوتی (انگلیسی: Ennio Candotti؛ زادهٔ ۱ ژانویهٔ ۱۹۴۲) فیزیک‌دان اهل برزیل است.